# Danish Girl
Pour le film de Tom Hooper adapté du livre, voir Danish Girl.
Danish Girl (titre original : The Danish Girl) est un roman écrit par l'écrivain américain David Ebershoff et publié en 2000, inspiré de la vie de Lili Elbe, artiste peintre danoise.

## Résumé
Le roman raconte la vie d’Einar Wegender, peintre danois, qui vit avec sa femme à Copenhague. Peu à peu, il laisse voir et comprendre son désir d'être femme et de devenir Lili Elbe. Le récit romancé de la vie de Lili Elbe se développe avec un long séjour à Paris qui conduit Lili à devenir l'une des premières personnes à subir une intervention chirurgicale de changement de sexe.

## Adaptation cinématographique
- 2015 : Danish Girl, film américano-britannique-allemand réalisé par Tom Hooper, avec Eddie Redmayne et Alicia Vikander